# Metopia sputnik
Metopia sputnik — вид двокрилих комах родини саркофагід (Sarcophagidae). Описаний у 2020 році.

## Назва
Видова назва M. sputnik дана на честь першого штучного супутника Землі ПС-1 (в англійському варіанті Sputnik 1) за блискучі сріблясті обличчя самців, що схожі на цей супутник.

## Поширення
Ендемік Австралії.